# لوري مارغوليس
لوري مارغوليس (بالإنجليزية: Laurie Margolis)‏ هو صحفي بريطاني، ولد في 1950.